# Принцип ненападения
При́нцип ненападе́ния (сокр. англ. NAP — non-aggression principle, также известный как при́нцип неагре́ссии, при́нцип отка́за от инициа́ции наси́лия, при́нцип неприкоснове́нности) — правовая позиция, утверждающая, что ни один человек или группа людей не должны осуществлять агрессию против чьей-либо личности или собственности.
Агрессия определяется как применение или угроза применения насилия против личности или собственности, если это не является ответом на насильственные действия. В отличие от пацифизма, принцип неагрессии допускает применения насилия при самообороне.
Принцип ненападения является центральным идеологическим постулатом либертарианства.

## История
Принцип имеет древнюю традицию, но, в основном, популяризирован либертарианцами и другими представителями рыночного анархизма (консеквенциалистские либертарианцы не обосновывают им своё либертарианство, но некоторые выводят его из консеквенциалистских аргументов, затем используя его на менее значимых этапах своей мысли). Это постулат для некоторых форм анархизма, и его следы можно найти в иудаизме, христианстве и исламе, а также в восточных философиях, таких как даосизм.
| Дата           | Кем сформулировано                                   | Формулировка |
| -------------- | ---------------------------------------------------- | --- |
| IV в. до н. э. | Эпикур                                               | «Справедливость, происходящая от природы, есть договор о полезном — с целью не вредить друг другу и не терпеть вреда.» |
| X в.           | Абу Мансур аль-Матуриди, Ибн Кайим Джаузия, Аверроэс | Эти исламские богословы и философы писали, что человек может рационально знать, что человек имеет право на жизнь и на владение собственностью. |
| Нач. XIII в.   | Ибн Туфайль                                          | В своём труде «Повесть о Хайе, сыне Якзана» исламский философ рассматривает историю жизни ребёнка-одиночки, без предварительного знания открывшего законы природы и естественные права, по которым человек не обязан совершать принуждение по отношению к чужой жизни или имуществу. Философия Ибн Туфайля послужила истоком идеи Локка о «Tabula rasa». |
| 1618[уточнить] | Джон Локк                                            | В своей работе «Второй трактат о гражданском правлении» он пишет: «Поскольку все люди равны и независимы, постольку ни один из них не должен наносить ущерб жизни, здоровью, свободе или собственности другого.» |
| 1682           | Самуэль фон Пуфендорф                                | В работе «Об обязанностях человека и гражданина» пишет: «Среди абсолютных обязанностей, то есть относящихся к каждому человеку по отношению к любому другому, на первом месте находится следующая: никто не должен вредить другому. Это фундамент для всех остальных обязанностей, свойственных всем людям как таковым.» |
| 1722           | Уильям Уолластон                                     | В работе «Очерчивая религию природы» он сформулировал: «Никто не имеет права первым прервать счастье другого». Эта формулировка подчёркивает «первым», чтобы отличить агрессивное вмешательство в чужие дела от вмешательства с целью самообороны («… но каждый человек имеет право защищать себя и близких от насилия, вернуть то, что было взято у него силой, и даже осуществить наказание, пользуясь разрешением, что дают ему и всем прочим людям истина и благоразумие»). |
| 1790           | Мэри Уолстонкрафт                                    | Работа «Защита прав человека»: «Неотъемлемое право человека … это такая степень свободы, гражданской и религиозной, в какой она совместима со свободой любого другого человека, с которым он взаимодействует в рамках общественного договора, и в которой возможно дальнейшее существование этого договора». |
| 1816           | Томас Джефферсон                                     | «Правомерная свобода означает беспрепятственное действие в соответствии с нашей волей, в пределах, образованных вокруг нас равными правами других. Я не добавляю „в рамках закона“, потому что закон часто подвластен воле тирана, и в таких случаях закон всегда нарушает права личности» […] «Ни один человек не имеет естественного права на совершение агрессии в отношении равных прав другого, и это то единственное, откуда следуют все законы, что должны сдерживать его». (Из письма Томаса Джефферсона Фрэнсису Гилмеру, 1816 г.)                                                       |
| 1851           | Герберт Спенсер                                      | Закон равной свободы: «Каждый человек волен делать то, что желает, если не нарушает при этом равную свободу любого другого человека.» Такое понимание равной свободы восходит к ранней либеральной мысли. |
| 1859           | Джон Стюарт Милль                                    | Принцип предотвращения вреда, сформулированный в работе «О свободе», утверждает, что «единственной целью, ради которой власть может быть по праву осуществлена в отношении любого члена цивилизованного сообщества против его воли, может быть только предотвращение причинения вреда другим людям». |
| 1961           | Айн Рэнд                                             | В эссе под названием «Права человека» в книге «Добродетель эгоизма», она формулирует: «Необходимым условием для цивилизованного общества является запрет на физическую силу в социальных отношениях. … В цивилизованном обществе сила может применяться только для возмездия, и только в отношении тех, кто инициировал применение силы.» Заметим, что она предусматривала всё это в контексте именно цивилизованного общества. |
| 1963           | Мюррей Ротбард                                       | «Никто не может угрожать применением или совершать насилие (агрессию) в отношении другого человека или его имущества. Насилие может быть использовано только по отношению к человеку, который совершает такое насилие; то есть, только с целью самозащиты против агрессивного насилия других. Короче говоря, никакое насилие не может быть применено против не совершающих агрессии. Вот основные правила, из которых можно вывести весь корпус либертарианской теории». Цит. по «Война, мир и государство» (1963), опубликованном в сборнике «Эгалитаризм как бунт против природы и другие эссе» |

Либертарианский теоретик Мюррей Ротбард прослеживает принцип неагрессии от теоретика естественного права Фомы Аквинского и от ранних томистских схоластиков Саламанкской школы .
Ранние формулировки, использующие такие термины, как «вред» или «травма», к примеру приведённые выше цитаты из Эпикура и Милля, сегодня считаются неточными. Понятия «вред» и «ущерб» слишком субъективны; вред для одного может быть пользой для другого. Так, например, арендатор может сделать такие «улучшения», которые домовладелец сочтёт вредными. Современные формулировки пытаются избежать такой субъективности путём формулирования NAP в терминах прав человека или наблюдаемого поведения (инициация насилия/агрессии).

## Обоснование
Принцип неагрессии в философии обосновывается различными путями, такими как:
- Априорная аргументация. Ганс-Герман Хоппе утверждал, что разрешение любых конфликтов априорно может произойти одним из двух способов: агрессией или, условно говоря, диалогом. Поскольку второй является единственным методом, как мы можем узнать о чужих этических представлениях или вообще иметь возможность договориться о чём либо, то принцип неагрессии априорно лежит как основа всякой этической системы.
- Естественное право. Мюррей Ротбард делал попытки вывести принцип неагрессии из права собственности на самого себя;
- Консеквенциально-утилитарный аргумент: следует придерживаться системы, которая будет обеспечивать возможность людям изъявлять свои предпочтения и делать выбор, если нашей целью стоит увеличение совокупного блага ;[13]
- Объективизм. Айн Рэнд делала попытки вывести принцип неагрессии из права на жизнь.

## Определение
Либертарианцы обычно утверждают, что принцип отказа от агрессии включает собственность и свободу соглашений как часть принципа собственности на самого себя. Базисом для этого расширения самопринадлежности послужил аргумент Джона Локка (также называемый принципом гомстеда), что привнесение труда к неиспользуемому ресурсу делает этот ресурс частью личности. Последующее дарение, наследование или добровольный обмен такой собственностью (напр. продажа, рента) просто передаёт это право. Таким образом, нападать на чьё-либо имущество значит нападать на личность. Что же касается свободы заключать произвольные договоры, то право самопринадлежности подразумевает сохранение этой свободы для любых действий, не несущих в себе агрессии (напр. заключение заведомо ложных или навязанных угрозами договоров, или же договоров, предусматривающих совершение обеими договаривающимися сторонами агрессии против третьей стороны).

## Последствия
Если же эти два права — право частной собственности и право на свободу договора — принимаются как данность, то соблюдение договаривающимися сторонами принципа неагрессии гарантирует безопасность от угрозы кражи, вандализма, насилия, мошенничества и «преступления без жертвы».
Применительно к государству, принцип неагрессии позволяет запретить многие элементы государственной политики, включая налогообложение, принудительный призыв на военную службу, а также государственное регулирование добровольного обмена. Анархо-капиталисты утверждают, что доведённый до логического завершения принцип неагрессии приведёт к отмене самого государства, утверждая, что люди будут защищены от сторонней агрессии посредством либо приватных договоров с частными охранными и страховыми организациями, либо посредством добровольной милиции, либо посредством полностью личной самообороны. Данная система напоминает систему предоставления услуг пожарной охраны в колониальной Филадельфии.
Либертарианская партия США и Либертарианская партия России рассматривают принцип неагрессии как основополагающий принцип всей либертарианской мысли.

## Критика
Принцип неагрессии подвергается трём различным категориям критики:
- консеквенциалистская критика — утверждения об аморальности принципа,
- критика непоследовательности — утверждения, что принцип невозможно последовательно применять на практике, никогда от него не отступая,
- критика неоднозначности — утверждения, что толкования принципа слишком неоднозначны, чтобы быть практически полезными.

### Консеквенциалистская критика
Этот моральный критицизм базируется на консеквенциалистской этике, в частности, на утилитаризме. Утверждается, что принцип неагрессии неэтичен, поскольку он не допускает применения силы первым — даже в тех случаях, когда подобное служит лучшим из возможных вариантов действия. Предположим, к примеру, что вы можете спасти миллион жизней за счёт убийства одного человека. Принцип неагрессии утверждает, что вы не имеете права убивать этого человека, пока он не проявляет агрессии к вам — однако, это приводит к смерти миллиона человек. Конечно, такие экстремальные ситуации крайне редки, но противники принципа неагрессии утверждают, что повсеместно встречаются «мягкие» формы той же самой дилеммы (например, выбор, ограбить ли богатого человека, чтобы спасти бедняка от голодной смерти).
Основной ответ сторонников NAP на подобные аргументы заключается в том, что моральность или же аморальность убийства невиновного человека для спасения миллиона жизней зависит от ситуации. Если кто-то третий угрожает убить миллион человек в случае отказа убить невинного — очевидно, что убийство невинного в данной ситуации аморально. Однако, если невинный человек сам может послужить причиной миллиона смертей — например, из-за того, что несёт в себе смертельный вирус — то этот человек по сути является инициатором агрессии против окружающих, даже если он сам об этом не знает. Кроме того, противники NAP ещё должны показать, почему для бедняка спасение себя от голодной смерти именно путём ограбления более состоятельного соседа — лучше любого другого варианта действия.
Многие формулировки, в частности от Ротбарда и Блока, пытаются свести к нулю подобные возражения, утверждая, что NAP применим только в цивилизованном сообществе (а не в ситуациях «тонущей подводной лодки»), или же что принцип является скорее юридическим (а не частью общечеловеческой морали). Так, например, голодающий человек может, вполне в согласии с общечеловеческой моралью, ворваться в магазин и украсть себе еды, но тем не менее он фактически совершает агрессию, и согласно NAP он должен вне зависимости от причин её совершения уплатить соответствующую компенсацию, если её затребует собственник магазина.
Некоторые консеквенциалистские либертарианцы утверждают принцип неагрессии на своих собственных формах консеквенциализма, в частности правовом утилитаризме и правовом эгоизме. Эти утилитаристы не верят, что агрессия априори аморальна, потому что такие ситуации, когда инициировать агрессию значит предотвратить куда большую беду — крайне редки; они утверждают принцип неагрессии на том основании, что если и другие принимают для себя этот принцип, то последствия этого будут куда лучше, чем если этот принцип не принимать. Они верят что последствия защиты принципа неагрессии как такового намного превосходят последствия защиты его отсутствия, при которой люди вынуждены раз за разом думать и решать, какие последствия возымеет агрессивное насилие в каждом конкретном случае. Другие консеквенциалистские либертарианцы не распространяют принцип неагрессии на все сферы жизни, а просто верят, что большая часть политических и экономических свобод, позволяющих обеспечить максимальные благополучие и эффективность общества, достигаются в случае когда большинство людей придерживается принципа неагрессии, даже если действующее правительство его нарушает. По их мнению, в свободном обществе подобные действия власти будут крайне ограниченны. Эта ветвь либертарианских учений традиционно ассоциируется с именами Людвига фон Мизеса и Фридриха Хайека.

### Критика непоследовательности
Второй тип критики акцентирует внимание на том, что во многих реальных конфликтах зачастую крайне трудно определить, кто был действительным инициатором насилия. Как правило, каждая сторона конфликта утверждает, что «это не я, а он первым начал». Иногда, в редких случаях, инициатор насилия совершенно очевиден — например, угрожающий вам вооружённый грабитель, требующий «кошелёк или жизнь». В других ситуациях, однако, такой чёткости и ясности нет. К примеру, одна из сторон может являться первой, применившей насилие, а другая сторона — первой, начавшей угрожать насилием; или же ситуация, когда конфликт между сторонами продолжается столь долго, что никто из его участников даже не помнит, кто его начал. Особенно трудный случай — войны, поскольку крайне малое их число начинается с того, что одна страна открыто заявляет о своём желании применить насилие по отношению к другой стране.
Либертарианцы обычно отвечают, что такие прагматические вопросы уже прекрасно рассмотрены в правовых системах современности. В частности, в различных примерах диссипативной игры, например в ситуации, когда один человек начинает словесно оскорблять другого в баре, тот в ответ начинает толкаться, случайно попадает по третьему, а третий в ответ уже пускает в ход кулаки, и ситуация оканчивается всеобщей дракой. В таких случаях все стороны конфликта очевидно виновны в агрессии по отношению к окружающим — потому что проявленная ими агрессия очевидно выходит за рамки необходимой самообороны.
Данный второй тип критики часто находит поддержку со стороны либертарных социалистов и всех, считающих вместе с ними, что практически каждый клочок земли на планете был украден (то есть присвоен во владение посредством применения силы)[уточнить] в какой-то момент своей истории. Украденная[уточнить] земля в дальнейшем переходит по наследству или продаётся, пока не достигает своего нынешнего хозяина. Таким образом, собственность на землю и на природные ресурсы, по сути основывается на насилии. Некоторые из тех, кто принимает этот аргумент (например, последователи Генри Джорджа), утверждают, что данный случай возникающей лишь путём насилия частной собственности — на землю и на природные ресурсы — является уникальным, в то время как другие считают, что вся частная собственность на все товары происходит от насилия, поскольку природные ресурсы необходимы в производстве любых товаров.
Либертарианцы часто говорят, что естественные трудности поиска ответа на вопрос «кто первый начал?», то есть определение изначального агрессора, не должны отпугивать сторонников свободы от данного процесса.
Кроме того, либертарианцы часто отвечают на любой вариант вышеприведённых доводов аргументами в стиле «с той поры много воды утекло»: якобы, нельзя учесть и разобрать все имевшие место в прошлом преступления, и поэтому акты хищения, которые произошли очень давно, можно разумно игнорировать — так как они не имеют отношения к людям, живущим здесь и сейчас. Это, однако, может породить ещё больше обвинений в непоследовательности — поскольку это означает, что факт мирного владения собственностью в настоящем легитимирует её кражу или незаконность в прошлом — принцип, известный в некоторых контекстах как «право сквоттера», и в других контекстах как «право чужого незаконного владения». Это требует своего рода «выделения» принципиального момента: момента, когда незаконная собственность становится законной собственностью. Оппоненты же утверждают, что любой момент, который можно взять в таком качестве, является произвольным.
Так, например, известный теоретик анархо-капитализма Мюррей Ротбард утверждает, что множество частной собственности на юго-западе США должно быть экспроприировано у нынешних владельцев и передано законным наследникам тех, кто имел на неё претензии по мексиканскому законодательству до американо-мексиканской войны; однако, он также рассматривает этот случай как исторически уникальный.
Другой ответ может быть дан на основе наличия доказательств владения и индивидуальности хозяев. То есть: если текущий наследник давно умерших собственников может определить имущество, которое было украдено, и доказать, что владелец передал ему/ей свои первоначальные права собственности — то наследник/наследники должны быть признаны в качестве законных владельцев. Это несколько напоминает «презумпцию невиновности» из современного права: владелец собственности должен считаться легитимным, пока не доказано обратное.

### Критика неоднозначности
В дополнение к вышеприведенным двум видам критики, есть также и дискуссии вокруг того, каким образом либертарианцы обычно интерпретируют принцип неагрессии. В частности, некоторые либертарианцы воспринимают налоги как форму государственной агрессии. Другие же утверждают, что из-за «эффекта безбилетника» добровольных денежных сборов категорически не хватит для защиты людей от агрессии больших масштабов. Таким образом, они считают налогообложение приемлемым — до тех пор, пока денег не взимается больше, чем это необходимо для оптимизации защиты граждан от агрессии (как от других людей, так и от самого правительства). С другой стороны, многие либертарианцы, как строгие приверженцы принципа неагрессии, утверждают, что безопасность должна поддерживаться за счёт добровольных платежей частным вооружённым силам, а никак не посредством налогообложения. Либертарианцев и противников либертарианства в целом объединяет тот аргумент, что принцип неагрессии, принятый в чистом или абсолютном смысле, делает практически невозможным существование государства. Либертарианцы используют этот аргумент в своих попытках перетянуть либертариев на свою сторону, в то время как противники либертарианства используют этот аргумент в поддержку утверждения, что последовательное применение либертарианских принципов приведёт к исчезновению государства — что, по их мнению, является экстремизмом и абсурдом.
Последовательные либертарианцы утверждают, что вывод минархизма из принципа неагрессии порождает логическое противоречие, и считают, что доктриной, воплощающей естественное право в полном объёме, является именно анархо-капитализм.

### Общественный договор
Многие выступают против либертарианской идеи о том, что налогообложение — одна из форм агрессии на основании общественного договора. В частности, сторонники большинства теорий общественного договора воспринимают налоги как финансовую сделку с партнёром, а налоговых чиновников правительства как субъектов (неявных) договора с членами общества с целью разрешения общих трудностей. Тем не менее, Герберт Спенсер утверждает: «Если каждый человек волен делать то, что желает, не нарушая при этом равную свободу любого другого человека, то он волен отказаться от связи с государством — отказаться от предлагаемых им услуг защиты и бойкотировать выплаты на их обеспечение. Само собой разумеется, что подобным поведением он ни в коей мере не ущемляет свободу других людей, его позиция пассивна, а оставаясь пассивным — он не может стать агрессором. Не менее очевидно, что он не может быть принуждён к дальнейшей поддержке одной из политических корпораций без нарушения нравственного закона; ибо гражданство предполагает уплату налогов, а забирать имущество человека против его воли, является нарушением его прав.» Некоторые сторонники теории общественного договора утверждают, что человек обязан придерживаться этого самого «общественного договора», оставаясь в пределах государства. Опровержения этой точки зрения часто основываются на том, есть ли реальный выбор с возможностью «выйти из игры». Одним из возможных препятствий может быть то, что покинуть страну может быть трудным и требующим жертв делом, особенно в случае контролируемых государством границ (посредством пограничников с собаками и колючей проволоки). Другой взгляд на этот вопрос заключается в том, что договор — это нечто, принимаемое добровольно. А законы государства, по определению, обязательны к выполнению всеми гражданами в принудительном порядке. Более того, обязательства накладываются не только на граждан, якобы согласных с таким договором, но и на тех, кто на него никогда явно не соглашался (несовершеннолетние, неграждане, апатриды, иностранцы). Подобное состояние, с этой точки зрения, можно сравнить с территориально-монопольной мафией — люди якобы «добровольно» платят ей за «крышу», но де-факто они это делают по принуждению. Другие либертарианцы отмечают, что поскольку все территории на планете находится под юрисдикцией того или иного государства, то человек не может покинуть одно государство, не приняв правил другого, и, следовательно, покинуть зону действия общественного договора возможно разве что если вы решите жить в океане. Сторонники теории общественного договора, с другой стороны, утверждают, что выбор одного из многих контрактов, приемлемый с либертарианской точки зрения, практически трудно осуществим. Например, если частная корпорация, контролирующая водоснабжение в регионе (см. «Монополия»), и недовольные ей жители района не смогут прийти к соглашению по созданию нового участника на этом рынке, то отмена контракта с корпорацией будет означать, фактически, что человеку придётся уехать из этого региона. Таким образом, утверждают критики, контракт с монопольной водной корпорацией очень похож на общественный договор.
Вдохновляясь такими соображениями, некоторые минархисты предлагают устанавливать общественный договор (и налоги) только на местном или региональном уровне, чем меньше, тем лучше, поскольку например покидание района менее обременительно и гораздо лучше в плане сохранения свободы выбора, чем эмиграция из страны. Такая система также вносит элемент конкуренции между различными налогами, к которым монополистическое центральное правительство не имеет отношения. С другой стороны, эта система также затрудняет проведение каких-либо крупных общественных проектов, так как для подобного необходимо явное соглашение между различными региональными органами власти. Дополнительной проблемой будет и ограничение осуществления крупномасштабных общественных проектов лишь теми, что имеют широкую поддержку, возможно, консолидированную через одну из надгосударственных организаций (ООН, Евросоюз, НАФТА, НАТО). Кроме того, в отсутствие централизованного управления налогообложением, эта система также позволяет создание «налоговых убежищ»: если в определённом регионе нет или почти нет местных налогов, многие богатые люди из соседних регионов могут переезжать туда, тем самым лишая налоговых поступлений регионы их прежнего местожительства. Хорошо это или плохо — каждый решает сам, в зависимости от своих политических взглядов.
Конечно, существование общественного договора, равно как и существование принципа неагрессии, само по себе предмет спора между сторонниками разных политических идеологий и взглядов. Многие либертарианцы утверждают, что договор не может существовать без сознательного и добровольного согласия всех участников. Известным сторонником этой точки зрения был американский анархист-индивидуалист Лисандр Спунер, основывая принцип неагрессии на естественном праве. Спунер считал, что факт угрозы применения насилия со стороны правительства в отношении тех, кто не платит налоги, делает нелегитимным любой общественный договор — так как законные договоры могут быть сделаны только в отсутствие принуждения (то есть они должны быть добровольными).
Другие утверждают, что общественный договор действительно может существовать, но это именно что негласный договор между людьми — придерживаться принципа неагрессии; из их аргументации следует, что налогообложение, таким образом, очевидно нарушает общественный договор. Например, анархист Пьер-Жозеф Прудон считал, что вместо договора между человеком и правительством, «общественный договор представляет собой соглашение человека с человеком; соглашение, которое должно привести то, что мы называем обществом» к «отречению от любых претензий к управлению окружающими».